# Șinteu, Bihor
Șinteu (în maghiară Sólyomkővár, în slovacă  Nová Huta) este satul de reședință al comunei cu același nume din județul Bihor, Crișana, România.

## Istoric
La începutul secolului al XVIII-lea cetatea Șinteu (în maghiară Sólyomkő) de la Peștiș, bază militară și centru de rezistență  curuță, a fost distrusă și depopulată de autoritățile imperiale austriece. La Șinteu, pe atunci domeniu aparținător de Peștiș, au fost colonizați slovaci, care constituie până în prezent majoritatea absolută a locuitorilor.

## Demografie
La recensământul din 2011 au fost înregistrați în satul Șinteu 1.021 de locuitori, dintre care 984 slovaci (96,37%), 11 români și 6 maghiari.